# Auguste Franchomme
Auguste-Joseph Franchomme (Lilla, 10 d'abril de 1808 – 24 de gener de 1884) fou un violoncel·lista belga.
Estudià en el Conservatori de París i després va pertànyer a l'orquestra de diversos teatres de París, fundant una societat de música de cambra amb Jean-Delphin Alard i Charles Hallé. De 1840 a 1846 formà part del quartet format per Eugène Sauzay, el qual abandonà el 1846 per entrar com a professor de violoncel al Conservatori de París, on tingué, entre altres alumnes, Charles Lebouc. Se l'ha considerat com un dels concertistes més eminents de la seva època. Per contra és poc fecund com a compositor, devent-se-li només un concert, diverses variacions i altres obres d'escassa importància.